# Suctobelbella longidentata
Suctobelbella longidentata är en kvalsterart som beskrevs av Chinone 2003. Suctobelbella longidentata ingår i släktet Suctobelbella och familjen Suctobelbidae. Inga underarter finns listade i Catalogue of Life.